# Beuvrequen
Beuvrequen é uma comuna francesa na região administrativa de Altos da França, no departamento de Pas-de-Calais. Estende-se por uma área de 4,75 km². Em 2010 a comuna tinha 474 habitantes (densidade: 99,8 hab./km²).